# Fleury (Moselle)
Fleury település Franciaországban, Moselle megyében. Lakosainak száma 1284 fő (2022. január 1.). Fleury Chesny, Cuvry, Orny, Pouilly, Pournoy-la-Grasse és Verny községekkel határos.

## Népesség
A település népességének változása:
| Lakosok száma | 459  | 902  | 926  | 1061 | 1016 | 1125 | 1223 | 1286 | 1287 | 1284 |
|               | 1968 | 1982 | 1990 | 2006 | 2013 | 2015 | 2017 | 2019 | 2020 | 2022 |